# Stanca havasalföldi fejedelemasszony
Stanca havasalföldi fejedelemasszony, román forrásokban Doamna Stanca [Stanca úrnő] (? – 1603.) II. Mihály havasalföldi fejedelem felesége, rövid ideig az Erdélyi Fejedelemség illetve Moldvai Fejedelemség fejedelemasszonya.

## Élete
Anyja egy bizonyos Neacşa úrnő volt, aki később Maria néven apáca lett. Fivére, Dragomir magas rangú bojár volt Matei Basarab idején. Nagybátyja, Dobromir báni tisztséget viselt 1568—1581 között. Apja neve valószínűleg Stan, első férje Dumitru din Vâlcăneşti volt.
1583-ban kötött házasságot II. Mihállyal, a hagyomány szerint a Vâlcea megyei Proieniben. A házasság igen előnyösnek bizonyult Mihály számára; Nicolae Iorga egyenesen azt állította, hogy Mihály a gazdag hozományáért és családi kapcsolataiért vette feleségül Stancát. Két gyermekük született, Nicolae Pătraşcu és Florica.
Szamosközy István szerint Stanca asszony sírva kérte férjét, hogy ne támadja meg Erdélyt, amelynek fejedelmének korábban hűségesküt tett, és ahol korábban menedéket talált, de a fejedelem nem hallgatott sem rá, sem kancellárjára. A hadjáratra feleségét és fiát is magával vitte. Amikor a Gyulafehérvárra bevonult Mihálynak elvitték a meggyilkolt Báthory András fejét, Stanca asszony könnyekre fakadt arra gondolva, hogy ugyanez történhet férjével és fiával is.
A Mihály verességével zárult miriszlói csata (1600. szeptember 18.) után a fejedelemasszonyt Gyaluban 1600. októberében túszul ejtették, 1601. februárban a fogarasi várba szállították. Mihály halála után (1601. augusztus 9.) Stanca gyermekeivel a császári udvarba indult, onnan remélve támogatást. 1602-ben Giorgio Basta engedélyével bizánci stílusú kápolnát állíttatott férje halálának helyén.
1603 tavaszán tért vissza Havasalföldre lányával, és egy ígérettel, hogy az udvar támogatni fogja Nicolae Pătrașcut, aki Grazban maradt Ferdinánd főherceg szolgálatában. Râmnicre érkezve a fejedelemasszony pestisben elhunyt, és a püspöki székhely  udvarán temették el. A rangjához illő temetés ára 8000 akcse volt, a ceremóniát Efrem püspök végezte.

## Személyisége
Nicolae Bălcescu szerint erényeit még férjének ellenségei is dicsérték. Jóságos, szelíd, alázatos, angyali anya és feleség volt, aki gyakorta próbálta mérsékelni férje lobbanékony és kemény természetét, ugyanakkor azonban bátor szívű hősnő, aki gyakran elkísérte férjét a hadjárataiba.

## Emlékezete
Nicolae Iorga javaslatára a fogarasiak szobrot állíttattak Stanca fejedelemasszonynak. A mellszobor, amely Spiridon Georgescu alkotása, a fogarasi vár előtt áll. Nevét viseli egy-egy szatmárnémeti és fogarasi középiskola. 1920-ban Nagyváradon egy óvónőket és tanítónőket képző lányiskola létesült, amelyet Stanca asszonyról neveztek el; ezt a második világháború után 5. számú középiskolává alakították át.
Sergiu Nicolaescu Mihai Viteazul című filmjében Ioana Bulcă alakította, Constantin Vaeni Buzduganul cu trei peceţi című filmjében pedig Olga Bucătaru. Székely Csaba Vitéz Mihály című komikus történelmi tragédiájában, amelyet a Weöres Sándor Színház mutatott be 2013-ban, a fejedelemasszony szerepét Csonka Szilvia illetve Nagy Cili játszotta.